# Beringin Makmur
Beringin Makmur is een bestuurslaag in het regentschap Pelalawan van de provincie Riau, Indonesië. Beringin Makmur telt 2275 inwoners (volkstelling 2010).